# Endangered Species (Y&T)
Endangered Species è l'undicesimo album in studio dei Y&T, uscito nel 1997 per l'Etichetta discografica Music For Nations.

## Tracce
1. Hello! Hello! I'm Back Again (DeGrasso, Kennemore, Meniketti) 5:00
2. Black Gold (Kennemore, Meniketti) 4:46
3. Gimme the Beat (Kennemore, Meniketti) 4:42
4. God Only Knows (Kennemore, Meniketti) 5:12
5. Sumthin 4 Nuth'n (DeGrasso, Meniketti) 4:11
6. Still Falling (Kennemore) 5:37
7. Voices (DeGrasso, Kennemore, Meniketti) 4:21
8. I Wanna Cry (Kennemore, Meniketti) 4:24
9. Sail On By (Kennemore, Meniketti) 5:20
10. Can't Stop the Rain (DeGrasso, Kennemore, Meniketti) 3:39
11. Try to Believe (Kennemore) 4:58
12. Rocco (Meniketti) 4:39

## Formazione
- Dave Meniketti - voce, chitarra
- Stef Burns - chitarra, cori
- Phil Kennemore - basso, cori
- Jimmy DeGrasso - batteria, cori